# Son filé
Le son filé est une technique de travail du son sur un instrument ou avec la voix humaine, particulièrement dans la musique baroque. Il est pratiqué sur les instruments permettant une émission continue comme les instruments à vent et sur les instruments à cordes frottées. 
Il consiste à l'émission progressive d'une note à partir d'un niveau sonore faible jusqu'à une nuance forte puis éventuellement un retour progressif vers le pianissimo (crescendo puis decrescendo). La difficulté réside dans la maîtrise du timbre.